# يناير 2008
يناير 2008 هو الشهر الأول من عام 2008. بدأ الشهر يوم الثلاثاء، وانتهى يوم الخميس بعد 31 يومًا.

## بوابة:أحداث جارية
| \| 1 يناير 2008 (الثلاثاء) \| عدل \| تاريخ \| راقب \| تصفح \| |     |       |      |      |
| - مقتل دبلوماسي أمريكي بعد إطلاق النار على سيارته بالسودان وسائقه السوداني قضى فور وقوع الحادث (العربية) - حماس ترفض شروط عباس للحوار وترد اقتراح الانتخابات المبكرة وارتفاع قتلى الاشتباكات بين الفريقين إلى 7 (العربية) - أولمرت: مستقبل إسرائيل ببقائها عند حدود 1967 مع تقاسم القدس (العربية) - سوريا تسجن معارضاً 18 شهراً لإتصاله بجماعة 14 آذار اللبنانية (العربية) - الملايين إستقبلوا عام 2008 في إحتفالات شملت مختلف بلدان العالم والعاصمة العراقية شهدت أكبر حشد بشري منذ 5 أعوام (العربية) |     |       |      |      |
| 1 يناير 2008 (الثلاثاء) | عدل | تاريخ | راقب | تصفح |

| 1 يناير 2008 (الثلاثاء) | عدل | تاريخ | راقب | تصفح |

| \| 2 يناير 2008 (الأربعاء) \| عدل \| تاريخ \| راقب \| تصفح \| |     |       |      |      |
| - رئيس باكستان يطلب مساعدة الشرطة البريطانية للتحقيق بإغتيال بوتو وتأجيل الانتخابات التشريعية إلى 18 فبراير (العربية) - هنية يدعو لطي صفحة الآلام الداخلية في العلاقات الفلسطينية (العربية) - انتهاء أزمة الحجاج الفلسطينيين بعودتهم عبر رفح (الجزيرة) - المعارضة الكينية تعد لإحتجاج حاشد وتحرك دولي لحل الأزمة (الجزيرة) - قتلى بهجمات بالعراق بينهم عشرة بتفجير انتحاري ببعقوبة (الجزيرة) - القاعدة تعلن مسؤوليتها عن تفجير أسفر عن مقتل أربعة في الجزائر (رويترز) - عباس يستبعد التفاوض مع إسرائيل إذا استمر الاستيطان (رويترز) - سوريا تعلق التعاون مع فرنسا بشأن لبنان وتحملها وأمريكا المسؤولية-(سي إن إن) - معركة الرئاسة الأمريكية تبدأ في أيوا وسباق بين كلينتون وأوباما-(سي إن إن) - أسعار النفط تصل إلى 100 دولار للبرميل (بي بي سي) - السوق الخليجية المشتركة تدخل حيز التنفيذ (بي بي سي) |     |       |      |      |
| 2 يناير 2008 (الأربعاء) | عدل | تاريخ | راقب | تصفح |

| 2 يناير 2008 (الأربعاء) | عدل | تاريخ | راقب | تصفح |

| \| 3 يناير 2008 (الخميس) \| عدل \| تاريخ \| راقب \| تصفح \| |     |       |      |      |
| - تسعة شهداء في غارات إسرائيلية على غزة بينهم ناشطون ونساء (الجزيرة) - كيباكي مستعد للحوار والمعارضة تدعو لتجمع الجمعة وبوش حث الطرفين على حسم النزاع الانتخابي (الجزيرة) - بوش يستبق وصوله للمنطقة باعتبار المستوطنات عائق سلام (الجزيرة) - مؤتمر كبير للمصالحة بين الشيعة والسنة يدعو للم شمل العراقيين والحكيم يجدد دعوته لإقامة نظام فدرالي في البلاد (العربية) - صحيفة سويسرية تكشف عن اتصالات بين حماس وإسرائيل (العربية) - الأردن يحذر إسرائيل بأن المستوطنات تضر عملية السلام (رويترز) - موراتينوس يبحث في الرباط تحسين العلاقات المغربية - الإسبانية (رويترز) - خامنئي: لا فائدة من العلاقات مع أمريكا وأنا تدخلت لإعادة التخصيب-(سي إن إن) - مشرف ينفي تورط أجهزة استخباراته في عملية إغتيال بوتو-(سي إن إن) - مقتل 4 اشخاص في انفجار بتركيا (بي بي سي) - الفاتيكان يستضيف مؤتمر الحوار بين الإسلام والمسيحية (بي بي سي) |     |       |      |      |
| 3 يناير 2008 (الخميس) | عدل | تاريخ | راقب | تصفح |

| 3 يناير 2008 (الخميس) | عدل | تاريخ | راقب | تصفح |

| \| 4 يناير 2008 (الجمعة) \| عدل \| تاريخ \| راقب \| تصفح \| |     |       |      |      |
| - ديمقراطيو أيوا فضلوا أوباما على كلينتون بالسباق نحو رئاسة أمريكا والقس السابق هاكابي حصد أصوات الجمهوريين (العربية) - أولمرت يعتبر الظرف الدولي مناسب جدا لإسرائيل لإنجاز اتفاق سلام (العربية) - وزير الاتصالات اللبناني: الأكثرية لا تخشى الانتخابات البرلمانية المبكرة وتسائل عن إمكانية إجرائها في ظل انتشار 30 ألف صاروخ لحزب الله (العربية) - مصدر: الرياض ستطلب من بوش وقف الاستيطان الإسرائيلي-(سي إن إن) - صفعة سياسية لشافيز بعد فشل إطلاق الرهائن بكولومبيا-(سي إن إن) - فياض يدين التوغل الإسرائيلي في نابلس (بي بي سي) - حزب الله يحدد شروطة للحل في لبنان (بي بي سي) - الرئيس الصومالي يصل أثيوبيا للعلاج (رويترز) - الانترنت: جماعة تعلن المسؤولية عن قتل أمريكي في السودان (رويترز) - المعارضة الكينية تطالب بإعادة الانتخابات وكيباكي يوافق بشروط (الجزيرة) - فريق بريطاني في باكستان للتحقيق بمقتل بوتو (الجزيرة) |     |       |      |      |
| 4 يناير 2008 (الجمعة) | عدل | تاريخ | راقب | تصفح |

| 4 يناير 2008 (الجمعة) | عدل | تاريخ | راقب | تصفح |

| \| 5 يناير 2008 (السبت) \| عدل \| تاريخ \| راقب \| تصفح \| |     |       |      |      |
| - حماس تشجب زيارة بوش للشرق الأوسط وتصفها بأنها فرصة لالتقاط الصور (رويترز) - كينيا: كيباكي يعرض حكومة وحدة وطنية-(سي إن إن) - الجيش الأمريكي يتهم جندياً عراقياً بقتل اثنين من جنوده وجرح ثلاثة-(سي إن إن) - انتهاء العملية الإسرائيلية بنابلس باعتقال 20-(سي إن إن) - ثباتيرو يبحث مع السنيورة الأزمة اللبنانية ويتفقد قوات بلاده (بي بي سي) - إطلاق سراح الليبيين المختطفين في مقديشو (بي بي سي) - ديبي يهدد بضرب المتمردين التشاديين داخل السودان (الجزيرة) - سكوتلاند يارد تتفقد مكان اغتيال بوتو وزوجها يتهم الحكومة (الجزيرة) - توقعات بالإفراج عن البرغوثي ضمن صفقة الجندي الإسرائيلي شاليط (العربية) - الطالباني: مواصلة تفاوض العراق وإيران حول مصير اتفاقية الجزائر والمالكي يؤكد دعمه لمجالس الصحوة (العربية) - فوز خادم الحرمين الشريفين بجائزة الملك فيصل لخدمة الإسلام ويوافق على توسعة جديدة في الحرم المكي (العربية) |     |       |      |      |
| 5 يناير 2008 (السبت) | عدل | تاريخ | راقب | تصفح |

| 5 يناير 2008 (السبت) | عدل | تاريخ | راقب | تصفح |

| \| 6 يناير 2008 (الأحد) \| عدل \| تاريخ \| راقب \| تصفح \| |     |       |      |      |
| - عريقات يؤكد عقد اجتماع لعباس وأولمرت عشية زيارة بوش والقاعدة تدعو لاستقباله بالقنابل لا بالورود (العربية) - هيئة علماء المسلمين تشيد بجندي عراقي قتل جنودا أمريكيين (العربية) - بري والحريري يرحبان بخطة الجامعة العربية لحل أزمة الرئاسة في لبنان وتكليف عمرو موسى باجراء الاتصالات مع كافة الفرقاء (العربية) - قتلى وجرحى في يوم الجيش العراقي (بي بي سي) - إيران تشدد على عدم تطبيع العلاقات مع واشنطن (بي بي سي) - السجن لثلاثة من الشرطة المصرية في قضية تعذيب (بي بي سي) - إسرائيل تصعد في غزة والمقاومة تصيب جنودا إسرائيليين (الجزيرة) - جورجيا تترقب حفل فوز ساكاشفيلي وتظاهرة المعارضة وواشنطن تدعو للهدوء واحترام نتائج الانتخابات (الجزيرة) - إيران تطرد دبلوماسي ألماني لتصرفات غير دبلوماسية-(سي إن إن) |     |       |      |      |
| 6 يناير 2008 (الأحد) | عدل | تاريخ | راقب | تصفح |

| 6 يناير 2008 (الأحد) | عدل | تاريخ | راقب | تصفح |

| \| 7 يناير 2008 (الإثنين) \| عدل \| تاريخ \| راقب \| تصفح \| |     |       |      |      |
| - زوارق إيرانية تستفز بوارج أمريكية وتهدد بنسفها في مضيق هرمز (العربية) - عضو عربي بالكنيست يكشف اسم أول مدينة عربية خالصة بإسرائيل والخارجية الإسرائيلية تقول إن مخطط المدينة لم يصل وزارة الإسكان (العربية) - بدء محاكمة أول رئيس أفريقي بتهم ارتكاب جرائم حرب (بي بي سي) - تفجيران انتحاريان في الأعظمية شمال بغداد (بي بي سي) - المغرب والبوليساريو يتفاوضان في مانهاست اليوم (الجزيرة) - المعارضة الجورجية تشكك بفوز ساكاشفيلي وتطالب بدورة ثانية (الجزيرة) - مسح يظهر تقدم باراك أوباما على هيلاري كلينتون قبل أنتخابات نيوهامبشر-(سي إن إن) - سجن ضابط مصري أجبر محتجز إرتداء ملابس داخلية نسائية-(سي إن إن) - جهاز جديد أكثر بساطة ودقة في الكشف عن سرطان الثدي-(سي إن إن) |     |       |      |      |
| 7 يناير 2008 (الإثنين) | عدل | تاريخ | راقب | تصفح |

| 7 يناير 2008 (الإثنين) | عدل | تاريخ | راقب | تصفح |

| \| 8 يناير 2008 (الثلاثاء) \| عدل \| تاريخ \| راقب \| تصفح \| |     |       |      |      |
| - أوباما وماكين يتجهان لتحقيق نصر جديد بنيوهامبشر (الجزيرة) - زعيم فتح الإسلام يتوعد بالإنتقام من الجيش اللبناني (الجزيرة) - انفجار يستهدف قوات حفظ السلام بجنوب لبنان (بي بي سي) - حملة عسكرية ضد تنظيم القاعدة في العراق (بي بي سي) - إسرائيل تشكو لمجلس الأمن إطلاق صاروخين من لبنان على أراضيها (العربية) - واشنطن تحذر طهران بسبب تهديد بتفجير البوارج الأمريكية في الخليج (العربية) - عباس وأولمرت يتفقان على تحريك المحادثات قبل زيارة بوش (رويترز) - قوات سودانية تهاجم قوات مشتركة لحفظ السلام في دارفور (رويترز) - نجل بينظير بوتو يحذر من تفكك باكستان (بي بي سي) - الإتحاد الأفريقي يتوسط لحل الازمة في كينيا (بي بي سي) |     |       |      |      |
| 8 يناير 2008 (الثلاثاء) | عدل | تاريخ | راقب | تصفح |

| 8 يناير 2008 (الثلاثاء) | عدل | تاريخ | راقب | تصفح |

| \| 9 يناير 2008 (الأربعاء) \| عدل \| تاريخ \| راقب \| تصفح \| |     |       |      |      |
| - البيت الأبيض يوجه تحذيرا شديد اللهجة لإيران (الجزيرة) - شهيدان وأربعة جرحى بغارة إسرائيلية شمال غزة (الجزيرة) - بوش: أرى فرصة جديدة للسلام (بي بي سي) - مقتل 5 جنود جزائريين في كمين (بي بي سي) - عمرو موسى يصل بيروت لمتابعة الخطة العربية لحل الأزمة اللبنانية (العربية) - كلينتون تحقق فوزاً غير متوقع على أوباما في انتخابات نيوهامبشر ورومني يقر بهزيمته أمام ماكين (العربية) - مقتل 3 جنود أمريكيين في العراق يرفع الخسائر إلى 3915-(سي إن إن) - خبير أمني دولي: ثقة متبادلة بين الإمارات والقاعدة-(سي إن إن) - الحرس الثوري: التسجيلات الأمريكية لحادث هرمز مختلقة-(سي إن إن) |     |       |      |      |
| 9 يناير 2008 (الأربعاء) | عدل | تاريخ | راقب | تصفح |

| 9 يناير 2008 (الأربعاء) | عدل | تاريخ | راقب | تصفح |

| \| 10 يناير 2008 (الخميس) \| عدل \| تاريخ \| راقب \| تصفح \| |     |       |      |      |
| - بوش: حان الوقت لإنهاء الاحتلال الإسرائيلي (بي بي سي) - مقتل 22 في أنفجار أنتحاري بباكستان (بي بي سي) - رفض تحقيق جديد في اتلاف اشرطة الاستجوابات الأمريكية (بي بي سي) - فحص 18 جنديا بريطانيا تلقوا دما من الجيش الأمريكي-(سي إن إن) - الجيش الأمريكي يقصف 40 موقعاً للقاعدة-(سي إن إن) - إيران تكشف عن فيديو لا يظهر أي مواجهة مع البوارج الأمريكية-(سي إن إن) - عمرو موسى: انتخاب رئيس للبنان ليس بحاجة إلى معجزة والمعارضة تؤكد أن مشوار الأمين العام ما زال في بداياته (العربية) - مشعان الجبوري: أجهل سبب حجز أموالي في أمريكا (العربية) - العراق يعلن عن مسابقة لتصميم علم ونشيد وطني جديدين (العربية) |     |       |      |      |
| 10 يناير 2008 (الخميس) | عدل | تاريخ | راقب | تصفح |

| 10 يناير 2008 (الخميس) | عدل | تاريخ | راقب | تصفح |

| \| 11 يناير 2008 (الجمعة) \| عدل \| تاريخ \| راقب \| تصفح \| |     |       |      |      |
| - بوش يختتم جولته في إسرائيل بزيارة نصب الهولوكوست (الجزيرة) - طهران تعتبر زيارة البرادعي مرحلة جديدة للتعاون (الجزيرة) - تأجيل الجلسة 12 لانتخاب رئيس لبناني وتوقع بقاء الفراغ حتى عام 2009 وموسى يواصل جهود تسويق الحل العربي رغم استمرار وجود نقاط تباعد (العربية) - استقبال حار للرئيس الأمريكي في الكويت ببداية جولته الخليجية (العربية) - مسؤول عراقي كردي: المدفعية التركية قصفت شمال العراق (رويترز) - إسرائيل سترفع حظر الوقود عن غزة مؤقتا (بي بي سي) - مقتل قيادي بالقاعدة في غارات أمريكية جنوب بغداد (بي بي سي) |     |       |      |      |
| 11 يناير 2008 (الجمعة) | عدل | تاريخ | راقب | تصفح |

| 11 يناير 2008 (الجمعة) | عدل | تاريخ | راقب | تصفح |

| \| 12 يناير 2008 (السبت) \| عدل \| تاريخ \| راقب \| تصفح \| |     |       |      |      |
| - عمرو موسى ينهي مهمته في لبنان دون نتائج ومبارك يحذر من ضياع لبنان وقال إن الكل سينفض يده عن هذا البلد ما لم تنفذ المبادرة العربية (العربية) - البرادعي يغادر إيران ويدعوها للكشف عن غموض برنامجها النووي (العربية) - بوش يدعو سوريا وإيران للكف عن دعم الإرهاب في العراق (العربية) - وزير الخارجية العراقي: العراق وأمريكا سيبرمان تحالفا استراتيجيا بحلول يوليو (رويترز) - العراق يسمح للبعثيين بالعودة للعمل وأمريكا تعبر عن رضاها (رويترز) - مسلحون فلسطينيون يهاجمون مدرسة أمريكية في غزة (بي بي سي) - مشرف يرفض تحقيق الأمم المتحدة في اغتيال بوتو (بي بي سي) - فوز كاسح للموالين للصين في انتخابات تايوان-(سي إن إن) - إدارة بوش تطلب من الكونغرس إجازة صفقة تسليح للسعودية-(سي إن إن) |     |       |      |      |
| 12 يناير 2008 (السبت) | عدل | تاريخ | راقب | تصفح |

| 12 يناير 2008 (السبت) | عدل | تاريخ | راقب | تصفح |

| \| 13 يناير 2008 (الأحد) \| عدل \| تاريخ \| راقب \| تصفح \| |     |       |      |      |
| - هنية يشترط للحوار مع عباس وقف التنسيق مع الاحتلال (الجزيرة) - في خطاب ألقاه بأبو ظبي بوش يهاجم إيران بشدة ويتهمها بتعريض أمن المنطقة للخطر (الجزيرة) - إيران تنتقد بشدة واشنطن الساعية وراء المغامرات بالشرق الأوسط (رويترز) - أولمرت: بوش طمأن إسرائيل بشأن الأمن (رويترز) - ساركوزي يوقع اتفاقا نوويا مع الإمارات (بي بي سي) - استقالة رئيس الإنتربول المتهم بالفساد (بي بي سي) - 3923 قتيلاً للجيش الأمريكي بالعراق منهم 19 في يناير-(سي إن إن) - ألمانيا تشدد الإجراءات الأمنية تحسباً من هجمات إرهابية-(سي إن إن) - مصادر: سوهارتو في حالة حرجة للغاية-(سي إن إن) |     |       |      |      |
| 13 يناير 2008 (الأحد) | عدل | تاريخ | راقب | تصفح |

| 13 يناير 2008 (الأحد) | عدل | تاريخ | راقب | تصفح |

| \| 14 يناير 2008 (الإثنين) \| عدل \| تاريخ \| راقب \| تصفح \| |     |       |      |      |
| - بوش يصل إلى السعودية في زيارة هي الأولى له منذ انتخابه عام 2001 والفيصل شدد على ضرورة حل أزمات المنطقة بالوسائل السلمية (العربية) - ساركوزي يتحدث أمام الشورى طالبا شراكة سياسية مع السعودية ومعجب بالتطورات التي حصلت بها في غضون سنوات قليلة (العربية) - أولمرت: كل الخيارات مطروحة فيما يخص إيران (رويترز) - بدء محادثات بين إسرائيل والفلسطينيين بعد دفعة من بوش (رويترز) - مقتل عشرات المسلحين في العراق أثناء حملة أمريكية (بي بي سي) - كوفي عنان يقود وفدا للتوسط في الأزمة الكينية (بي بي سي) - تصعيد جديد للأزمة الدبلوماسية بين روسيا وبريطانيا-(سي إن إن) - انفجار قوي بأحد فنادق كابول وطالبان تعلن مسؤوليتها-(سي إن إن) |     |       |      |      |
| 14 يناير 2008 (الإثنين) | عدل | تاريخ | راقب | تصفح |

| 14 يناير 2008 (الإثنين) | عدل | تاريخ | راقب | تصفح |

| \| 15 يناير 2008 (الثلاثاء) \| عدل \| تاريخ \| راقب \| تصفح \| |     |       |      |      |
| - 3 قتلى لبنانيين بإنفجار إستهدف سيارة للسفارة الأمريكية في بيروت (العربية) - كوندوليزا رايس في العراق لتشجيع مزيد من المصالحة (بي بي سي) - جورج بوش يبحث في الرياض أسعار النفط وصفقات الأسلحة (بي بي سي) - مقتل 14 فلسطينياً في توغل إسرائيلي بغزة (بي بي سي) - أول غيث زيارة جورج بوش للرياض: تبليغ الكونغرس عن صفقة أسلحة-(سي إن إن) - العراق:عملية الحصاد الحديدي تخلف 60 قتيلاً بأول أسبوع-(سي إن إن) - كابول تعتقل 4 مشتبهين بتفجير فندق أودى بحياة 5 غربيين-(سي إن إن) - الإمارات وفرنسا توقعان اتفاقيات عسكرية (رويترز) - العراق: احدى طائرات قوات التحالف تسببت في حريق مصفاة الشعيبة (رويترز) |     |       |      |      |
| 15 يناير 2008 (الثلاثاء) | عدل | تاريخ | راقب | تصفح |

| 15 يناير 2008 (الثلاثاء) | عدل | تاريخ | راقب | تصفح |

| \| 16 يناير 2008 (الأربعاء) \| عدل \| تاريخ \| راقب \| تصفح \| |     |       |      |      |
| - مشعل: لن تكون هناك أي تهدئة مع إسرائيل بعد مجزرة غزة ووزير يميني ينسحب من حكومة أولمرت (العربية) - محكمة أمريكية تطالب ليبيا بـ6 مليارات دولار لضحايا طائرة فرنسية والتعويضات تقتصر على القتلى الأمريكيين السبعة (العربية) - مفتي سوريا أمام البرلمان الأوروبي: لعن الله من يقتل فلسطينيا أو إسرائيليا واعتبر أن قضية الرسوم المسيئة تعرضت للتضخيم بشكل مقصود (العربية) - بوش يختتم زيارته بتأكيد العلاقة الإستراتيجية مع مصر ويدعو سوريا وإيران لوقف تدخلهما في لبنان (الجزيرة) - موسى إلى بيروت لبحث أزمة الرئاسة من جديد (الجزيرة) - نيروبي تقمع مظاهرة للمعارضة وترحب بالوساطة الأفريقية (الجزيرة) - تلكؤ أطلسي في زيادة حجم القوات العسكرية بأفغانستان-(سي إن إن) - الدول الست الكبرى تبحث الثلاثاء عقوبات ضد إيران-(سي إن إن) - بلخادم لا يرحب بتحقيق الأمم المتحدة في تفجيرات الجزائر (بي بي سي) - العراق: مقتل 8 في تفجير انتحاري بديالى (بي بي سي) |     |       |      |      |
| 16 يناير 2008 (الأربعاء) | عدل | تاريخ | راقب | تصفح |

| 16 يناير 2008 (الأربعاء) | عدل | تاريخ | راقب | تصفح |

| \| 17 يناير 2008 (الخميس) \| عدل \| تاريخ \| راقب \| تصفح \| |     |       |      |      |
| - الحريري والجميّل وعون يلتقون برعاية موسى في مقر البرلمان اللبناني وحملة تضامن مع البطريرك الماروني بعد هجوم فرنجيّة عليه (العربية) - صراع الدولة العربية مع ثقافة المدونات (العربية) - صندوق النقد يتوقع نموا كبيرا للاقتصاد العراقي (بي بي سي) - اتهام عضو كونغرس أمريكي سابق بدعم القاعدة (بي بي سي) - واشنطن تحشد حلفاءها لعقوبات أكثر فعالية على إيران-(سي إن إن) - هل تفتح القاعدة فرعا في بريطانيا-(سي إن إن) - مجلس النواب الأمريكي يتراجع أمام الفيتو ويقر ميزانية معدلة للبنتاغون-(سي إن إن) |     |       |      |      |
| 17 يناير 2008 (الخميس) | عدل | تاريخ | راقب | تصفح |

| 17 يناير 2008 (الخميس) | عدل | تاريخ | راقب | تصفح |

| \| 18 يناير 2008 (الجمعة) \| عدل \| تاريخ \| راقب \| تصفح \| |     |       |      |      |
| - إسرائيل تغلق قطاع غزة مع تواصل إطلاق الصواريخ (بي بي سي) - رئيس الحكومة البريطاني: تجارتنا مع الصين ستزداد 50 في المئة (بي بي سي) - الصين تطالب أمريكا بالغاء صفقة سلاح مع تايوان (بي بي سي) - كينيا: مظاهرات المعارضة لليوم الثالث (بي بي سي) - تحذير من هجمات وشيكة على مصالح أمريكية -(سي إن إن) - وزيرة الداخلية البريطانية تعتزم إغلاق مواقع الإنترنت الجهادية-(سي إن إن) - الشرطة العراقية تشتبك مع مسلحين في جنوب العراق (رويترز) - أمريكا تتوقع سيطرة القوات العراقية على كل المحافظات العام الحالي (رويترز) - مصر تتهم أوروبا بالتمييز وكراهية الاجانب (رويترز) - خلاف بشأن الغاز التركمانستاني يقلق إيران ودول أخرى (رويترز) - خبراء أمريكيون ينصحون بدراسة آثار الهواتف المحمولة على الأطفال (رويترز) |     |       |      |      |
| 18 يناير 2008 (الجمعة) | عدل | تاريخ | راقب | تصفح |

| 18 يناير 2008 (الجمعة) | عدل | تاريخ | راقب | تصفح |

| \| 19 يناير 2008 (السبت) \| عدل \| تاريخ \| راقب \| تصفح \| |     |       |      |      |
| - بري يرفض تفسير عمرو موسى للمبادرة العربية حول لبنان ونصر الله يؤكد حيازة أشلاء عدد كبير من الجنود الإسرائيليين (العربية) - حماس تتهم الطيب عبد الرحيم بالتدبير لاغتيال إسماعيل هنية والرئاسة الفلسطينية تصف الاتهامات بالأكاذيب (العربية) - دعوات لكسر الحصار وقلق على الوضع الإنساني في غزة (الجزيرة) - قتلى خلال إحياء عاشوراء ومواجهات جنوب العراق (الجزيرة) - مصر تلغي محادثات سياسية مع الإتحاد الأوروبي (الجزيرة) - ثمانية قتلى بكينيا وأودينغا يعرض تقاسما للسلطة ووساطة أوروبية بين كيباكي والمعارضة (الجزيرة) - مبعوثان من الأمم المتحدة والإتحاد الأفريقي يطالبان الأطراف السودانية بالمشاركة في محادثات دارفور (رويترز) - كندا ترفع أمريكا وإسرائيل من قائمة مراقبة التعذيب (رويترز) - بان يطالب بالكف عن التصعيد في غزة (بي بي سي) - إسبانيا: اعتقال 14 يشتبه في أنهم من المتشددين (بي بي سي) |     |       |      |      |
| 19 يناير 2008 (السبت) | عدل | تاريخ | راقب | تصفح |

| 19 يناير 2008 (السبت) | عدل | تاريخ | راقب | تصفح |

| \| 20 يناير 2008 (الأحد) \| عدل \| تاريخ \| راقب \| تصفح \| |     |       |      |      |
| - قطاع غزة يغرق في الظلام الدامس بعد توقف محطة الكهرباء والسلطة الفلسطينية تطالب بعقد جلسة طارئة لمجلس الأمن الدولي (العربية) - إرجاء جلسة انتخاب رئيس لبنان وموسى يقر بوجود صعوبات (العربية) - مقتل 75شخصا واعتقال 211 باشتباكات في البصرة والناصرية (العربية) - هيلاري كلينتون ورومني يفوزان في نيفادا (بي بي سي) - إسرائيل تنفي تصريحات حسن نصر الله عن أشلاء جنودها (بي بي سي) - وزراء إسرائيليون يطالبون باغتيال حسن نصر الله-(سي إن إن) - إيران تتسلم شحنة رابعة من الوقود النووي من روسيا-(سي إن إن) - هجمات منوعة في العراق تخلف 8 قتلى و7 جرحى-(سي إن إن) |     |       |      |      |
| 20 يناير 2008 (الأحد) | عدل | تاريخ | راقب | تصفح |

| 20 يناير 2008 (الأحد) | عدل | تاريخ | راقب | تصفح |

| \| 21 يناير 2008 (الإثنين) \| عدل \| تاريخ \| راقب \| تصفح \| |     |       |      |      |
| - قصف صاروخي إسرائيلي وسط ظلام القطاع يوقع قتيلين وحديث عن اقتراح سعودي لعقد قمة طارئة لمعالجة الأزمة الإنسانية بغزة (العربية) - الهند تطلق قمرا صناعيا إسرائيليا للتجسس على إيران قادر على التصوير وسط السحب أو الظلام (العربية) - أزمة بين شريكي الحكم بالسودان والجنوب يرفض تقدم الجيش بأراضيه (العربية) - مظاهرات ضد حصار غزة ودعوة مصر لفتح معبر رفح (الجزيرة) - كفاية ترحب بقرار أوروبي ينتقد حقوق الإنسان بمصر (الجزيرة) - مسؤول إيراني: فرض عقوبات جديدة لن يحل النزاع النووي مع إيران (رويترز) - كرزاي يسعى لتوضيح من الأمم المتحدة حول دور المبعوث البريطاني (رويترز) - أوباما يتهم بيل كلينتون بتلفيق بيانات كاذبة ضده (بي بي سي) - مشرف يبدأ جولته الأوروبية (بي بي سي) |     |       |      |      |
| 21 يناير 2008 (الإثنين) | عدل | تاريخ | راقب | تصفح |

| 21 يناير 2008 (الإثنين) | عدل | تاريخ | راقب | تصفح |

| \| 22 يناير 2008 (الثلاثاء) \| عدل \| تاريخ \| راقب \| تصفح \| |     |       |      |      |
| - وصول أول شحنة وقود لمحطة كهرباء غزة ومجلس الأمن يبحث الأزمة (العربية) - إسرائيل تسمح بادخال كمية من المحروقات والأدوية إلى قطاع غزة (العربية) - العراق يقر علماً جديداً لمدة عام (العربية) - وزيرة التعليم تفوز بثقة مجلس الأمة الكويتي (بي بي سي) - فتح تحقيق جنائي مع مرشح للرئاسة في روسيا (بي بي سي) - لندن تعرض خدمات نووية استشارية على دول الخليج-(سي إن إن) - سجال في الجيش الإسلامي يكشف عن واجهتين للتنظيم العراقي-(سي إن إن) - المدارس هدفا لأحداث العنف في العراق-(سي إن إن) - السعودية تسمح للمرأة بالإقامة في الفنادق دون محرم والقيادة قريباً-(سي إن إن) - دراسة: الكافيين قد يعزز مخاطر الإجهاض-(سي إن إن) |     |       |      |      |
| 22 يناير 2008 (الثلاثاء) | عدل | تاريخ | راقب | تصفح |

| 22 يناير 2008 (الثلاثاء) | عدل | تاريخ | راقب | تصفح |

| \| 23 يناير 2008 (الأربعاء) \| عدل \| تاريخ \| راقب \| تصفح \| |     |       |      |      |
| - بان كي مون ينتقد تركيز الأمم المتحدة على النزاع العربي - الإسرائيلي ومشروع قرار معدل لمجلس الأمن يطلب وقف إطلاق الصواريخ من غزة (العربية) - مشعل من دمشق: حماس لن توقف الصواريخ تحت الهجوم الإسرائيلي (العربية) - عشرات القتلى والجرحى في الموصل وكركوك (الجزيرة) - نجاد يقلل من شأن عقوبات جديدة ضد إيران (الجزيرة) - مصر لن تستخدم القوة لإعادة الفلسطينيين (بي بي سي) - إشتباكات في نيروبي بالتزامن مع مساعي عنان (بي بي سي) - صنعاء: اعتقالات بالهجوم على السياح ومعتقلي القاعدة 228-(سي إن إن) - مشرف: لا نلاحق بن لادن ونركز على اجتثاث المتشددين-(سي إن إن) |     |       |      |      |
| 23 يناير 2008 (الأربعاء) | عدل | تاريخ | راقب | تصفح |

| 23 يناير 2008 (الأربعاء) | عدل | تاريخ | راقب | تصفح |

| \| 24 يناير 2008 (الخميس) \| عدل \| تاريخ \| راقب \| تصفح \| |     |       |      |      |
| - مسؤول إسرائيلي: إسرائيل تريد قطع الصلات مع غزة (رويترز) - دبلوماسي أمريكي: القرار المتفق عليه بشأن إيران عقابي (رويترز) - واشنطن تعرب عن قلقها للقاهرة حول وضع الحدود وسط استمرار تدفق عشرات آلاف الفلسطينيين من غزة إلى مصر (العربية) - وزير خارجية فرنسا حائر بشأن الاستراتيجية المناسبة مع سوريا وأكد ضرورة استمرار المحادثات لحل الأزمة اللبنانية (العربية) - روسيا سلمت إيران شحنة سادسة من الوقود النووي (الجزيرة) - مقتل جندي كندي وثمانية شرطة في أفغانستان (الجزيرة) - كردستان العراق ترحب بالعلم الجديد وتدعو برلمانها لاعتماده (الجزيرة) - إسبانيا: إحباط مؤامرة إرهابية تستهدف مواصلات برشلونة-(سي إن إن) - الجفاف قد يغلق عدد من مفاعلات أمريكا النووية-(سي إن إن) - ترشيحات الأوسكار 2008: أفلام مهمة ونجوم صغار-(سي إن إن) - وكالة الأخبار الأسترالية: ظاهرة طبية تشاهد للمرة الأولى في التاريخ: تغير فصيلة دم فتاة بعد عملية زراعة كبد. |     |       |      |      |
| 24 يناير 2008 (الخميس) | عدل | تاريخ | راقب | تصفح |

| 24 يناير 2008 (الخميس) | عدل | تاريخ | راقب | تصفح |

| \| 25 يناير 2008 (الجمعة) \| عدل \| تاريخ \| راقب \| تصفح \| |     |       |      |      |
| - بغداد ترسل تعزيزات إلى الموصل وتتوعد القاعدة بـ"حسم" عسكري-(سي إن إن) - غزة: الآلاف يتدفقون إلى مصر من ثغرات حدودية جديدة-(سي إن إن) - مقتل نقيب في الأمن الداخلي اللبناني و5 آخرين بانفجار ببيروت -(سي إن إن) - سعد الحريري يحمل سوريا مسؤولية اغتيال وسام عيد (بي بي سي) - "الاتفاق" على فرض عقوبات جديدة ضد إيران (بي بي سي) |     |       |      |      |
| 25 يناير 2008 (الجمعة) | عدل | تاريخ | راقب | تصفح |

| 25 يناير 2008 (الجمعة) | عدل | تاريخ | راقب | تصفح |

| \| 26 يناير 2008 (السبت) \| عدل \| تاريخ \| راقب \| تصفح \| |     |       |      |      |
| - انسحاب قوات الأمن المصرية عن الحدود مع غزة (بي بي سي) - كوندوليزا رايس في كولومبيا لدعم حكومتها (بي بي سي) - أمريكا تعد اتفاق وضع قوات ينظم صلاحيات جيشها بالعراق-(سي إن إن) - حسني مبارك يدعو قيادات فتح وحماس لمصر ومشعل يرحب-(سي إن إن) - لبنان يقيم حفل تأبين للرائد وسام عيد ويتوعد بمواجهة الإرهاب وميشال سليمان يجري اتصالا هاتفيا مع الأسد (العربية) - الشرطة العراقية تتخذ إجراءات مشددة لحماية مراجع الشيعة بالنجف (العربية) - واشنطن تعرقل صدور قرار بمجلس الأمن يدين حصار غزة (الجزيرة) - تواصل العنف بكينيا وأودينغا يستبعد منصب رئيس الوزراء (الجزيرة) - وفاة جورج حبش مؤسس الجبهة الشعبية لتحرير فلسطين (الجزيرة) |     |       |      |      |
| 26 يناير 2008 (السبت) | عدل | تاريخ | راقب | تصفح |

| 26 يناير 2008 (السبت) | عدل | تاريخ | راقب | تصفح |

| \| 27 يناير 2008 (الأحد) \| عدل \| تاريخ \| راقب \| تصفح \| |     |       |      |      |
| - مصر توافق على خطة عباس للسيطرة على معابر غزة وحماس تعارض وأولمرت وعباس يبحثان تطورات الأوضاع على معبر رفح (العربية) - وزراء الخارجية العرب يبحثون أزمة لبنان في ضوء تقرير موسى والتقرير أوصى أن تؤخذ المخاوف الأمنية والسياسية بعين الإعتبار (العربية) - وفاة الرئيس الأندونيسي سوهارتو الذي حكم أندونيسيا بيد من حديد واتهم بقتل مليون شخص واختلاس 570 مليون دولار (العربية) - المالكي يعد بإنهاء أزمة حكومته خلال أسبوع (الجزيرة) - العنف يحصد مزيدا من القتلى وتزايد الاشتباكات غربي كينيا وعنان وصفها بالجسيمة والمنهجية (الجزيرة) - ملامح أزمة جديدة بين الخرطوم وواشنطن بسبب دارفور (الجزيرة) |     |       |      |      |
| 27 يناير 2008 (الأحد) | عدل | تاريخ | راقب | تصفح |

| 27 يناير 2008 (الأحد) | عدل | تاريخ | راقب | تصفح |

| \| 28 يناير 2008 (الإثنين) \| عدل \| تاريخ \| راقب \| تصفح \| |     |       |      |      |
| - الجيش اللبناني يعلن حالة الاستنفار في بيروت (بي بي سي) - إيران تحذر من مغبة فرض عقوبات جديدة عليها (بي بي سي) - فصائل فلسطينية ترفض وقف الصواريخ مقابل تزويد غزة بالوقود وأوروبا تدرس إمكانية عودة مراقبيها لرفح (العربية) - بوش يلقي خطاب الاتحاد الأخير ويعدو لخط النهاية بلا مبادرات كبيرة و30% من الأمريكيين يؤيدونه (العربية) - الأمن المصري يكثف وجوده في معبر رفح (الجزيرة) - تجدد العنف في كينيا ووساطة عنان تراوح مكانها (الجزيرة) - أفغانستان: البحث عن الأمريكية المختطفة ومقتل جندي للناتو-(سي إن إن) - باكستان: مقتل 34 مسلحاً بمواجهات عسكرية مع المليشيات-(سي إن إن) - الإمارات: تقدم جميع خدماتها الاقتصادية إلكترونياً عن طريق الأنترنيت بـ2010-(سي إن إن) |     |       |      |      |
| 28 يناير 2008 (الإثنين) | عدل | تاريخ | راقب | تصفح |

| 28 يناير 2008 (الإثنين) | عدل | تاريخ | راقب | تصفح |

| \| 29 يناير 2008 (الثلاثاء) \| عدل \| تاريخ \| راقب \| تصفح \| |     |       |      |      |
| - العراق: العثور على 19 جثة بعضها مقطوع الرأس (بي بي سي) - قتلى وجرحى بتفجير انتحاري في الجزائر-(سي إن إن) - تركيا: خطط لرفع الحظر عن الحجاب في الجامعات-(سي إن إن) - الملكة رانيا: غزة تعيش عقابا جماعيا وعلى العالم رفع الحصار-(سي إن إن) - أستراليا: سحب قواتنا من العراق لن يضر بعلاقتنا مع الولايات المتحدة-(سي إن إن) - آخر حال اتحاد لبوش: لا انسحاب سريعا من العراق وتهديد لإيران ويقول لفلسطينيي غزة انظروا ماذا جلبت لكم حماس (العربية) - السنيورة يتهم صبية مأجورين بأحداث ضاحية بيروت والجيش يحقق وموسى يلوح بموقف آخر إذا لم ينتخب رئيس للبنان في 11 فبراير (العربية) - إصابة 23 شخصا على الأقل في انفجارات ببغداد (الجزيرة) - مروحيات تقصف حشودا في كينيا وسط دعوات للهدوء (الجزيرة) - إدانة أممية لمقتل موظفين إنسانيين بالصومال والعنف يتواصل (الجزيرة) |     |       |      |      |
| 29 يناير 2008 (الثلاثاء) | عدل | تاريخ | راقب | تصفح |

| 29 يناير 2008 (الثلاثاء) | عدل | تاريخ | راقب | تصفح |

| \| 30 يناير 2008 (الأربعاء) \| عدل \| تاريخ \| راقب \| تصفح \| |     |       |      |      |
| - جون إدواردز ينسحب من سباق الترشح للرئاسة الأمريكية (بي بي سي) - أولمرت سيطبق توصيات تقرير فينوجراد حول حرب لبنان (بي بي سي) - عباس يعلن بعد لقاء مبارك ألا تفاوض مع حماس دون اتفاق حول المعابر (العربية) - أوباما يؤكد التزامه بأمن إسرائيل وجولياني سينسحب من سباق الرئاسة (العربية) - بغداد: مقتل صحفي وسائقه بانفجار عبوة ناسفة-(سي إن إن) - اقتصاد: تقرير أمريكي يثير مخاوف بشأن حدوث ركود اقتصادي-(سي إن إن) - لندن: ضحية تفوز بحق مقاضاة مغتصبها الفائز بجائزة يانصيب-(سي إن إن) - عطل إنترنت يشل الإمارات وقلق في المطار والمؤسسات المالية-(سي إن إن) |     |       |      |      |
| 30 يناير 2008 (الأربعاء) | عدل | تاريخ | راقب | تصفح |

| 30 يناير 2008 (الأربعاء) | عدل | تاريخ | راقب | تصفح |

| \| 31 يناير 2008 (الخميس) \| عدل \| تاريخ \| راقب \| تصفح \| |     |       |      |      |
| - غالبية إسرائيلية تؤيد عزل أولمرت بعد التقرير عن فشل حرب لبنان وحزب الله يعتبر فينوغراد اعترافاً إسرائيلياً بالهزيمة (العربية) - بدء محادثات رفح بين وفد حماس ورئيس المخابرات المصرية بالقاهرة (العربية) - إنفجار يدوي قرب نقطة التقاء الحدود بين مصر وغزة وإسرائيل (رويترز) - الفلسطينيون يتدفقون على مصر لليوم التاسع (رويترز) - الهاشمي: الحل في حكومة جديدة برئاسة المالكي وليس في ملء الفراغات (رويترز) - لبنان يقول ان تقرير إسرائيل يهيئ الساحة لحرب جديدة (رويترز) - مقتل أحد كبار قادة القاعدة في أفغانستان (بي بي سي) - رئيس الإتحاد الأفريقي: أوقفوا احتراق كينيا (بي بي سي) |     |       |      |      |
| 31 يناير 2008 (الخميس) | عدل | تاريخ | راقب | تصفح |

| 31 يناير 2008 (الخميس) | عدل | تاريخ | راقب | تصفح |